# پول را بردار و فرار کن
پول را بردار و فرار کن (به انگلیسی: Take the money and run) یکی از اولین فیلم‌های کمدین آمریکایی وودی آلن است. این فیلم در سال ۱۹۶۹ ساخته شد و موفقیت آن باعث ساخت فیلم‌های بعدی او شد. این فیلم به شیوه شبه مستند ساخته شده و دربارهٔ یک سارق بی‌دست و پا به نام ویرژیل استارکول با بازی وودی آلن است که نقشه‌های سرقتش مرتب نقش بر آب می‌شود و به زندان می‌افتد. فیلم زندگی جنایی ویرژیل، تلاش‌های او برای فرار از زندان، روابط خانوادگی او با همسر و پسرش و مصاحبه‌هایی با اطرافیان او را نشان می‌دهد. نقش همسر ویرژیل را جنت مارگولین بازی می‌کند. لوئیز لسر- همسر دوم آلن - هم نقش کوتاهی در این فیلم دارد.
این فیلم به فارسی نیز برگردانده شده و در صدا و سیمای جمهوری اسلامی نیز پخش شده‌است.